# منوچهر خسروداد

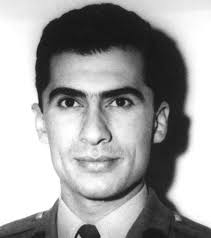
تیمسار منوچهر خسروداد در جوانی

منوچهر خسروداد (زاده ۲۱ بهمن ۱۳۰۶ در آمل – درگذشتهٔ ۲۶ بهمن ۱۳۵۷ در تهران) سرلشکر خلبان بالگرد سی‌اچ-۴۷ شینوک‌آ و بل ۲۱۴ هوانیروز نیروی زمینی شاهنشاهی ایران، و آخرین فرمانده آن در دوران پهلوی بود. وی پس از پیروزی انقلاب ۱۳۵۷ ایران در روز ۲۴ بهمن ماه در ستاد کل ارتش دستگیر و توسط دادگاه‌های انقلاب محاکمه و در ۲۶ بهمن ۱۳۵۷ اعدام شد. از وی به عنوان «خلبانِ رکوردشکن» و یکی از بهترین فرماندهان ارتش در زمینه نظام هوانوردی نام برده می‌شد. خسروداد بنیان‌گذار نیروهای ویژه هوابرد معروف به «نوهد»، معروف به کلاه‌سبزهای ارتش ایران بود.
خسروداد یکی از امضاکنندگان اعلامیه بی‌طرفی ارتش در ۲۲ بهمن ۱۳۵۷ بود.

## زندگی
منوچهر خسروداد، فرزندِ محمّدعلی، در سالِ ۱۳۰۶ در آمل به دنیا آمد. پس از اخذ دیپلم در ۱۳۲۵ خورشیدی با ورود به ارتش در دبیرستان نظام ادامه تحصیل داد. خسروداد به دو زبان فرانسه و انگلیسی تسلط داشت. سرلشکر خسروداد از همسرش جدا شده و با تنها دخترش زندگی می‌کرد. برادر وی سرهنگ امیر خسروداد نیز در هوانیروز خدمت می‌کرد.

خسروداد در مسابقات سوارکاری ایران از باشگاه سلطنتی

در ۲۵ بهمن ۱۳۴۱ پس از تأسیس هوانیروز، به موازات پیشرفت و توسعه آن سازمان، نیروی زمینی به این نتیجه رسید که افسران واجد شرایط را برای احراز فرماندهی هوانیروز تربیت کند؛ منوچهر خسروداد برای این مأموریت انتخاب و به آمریکا اعزام شد. وی در آنجا موازین مقرر در آیین‌نامه ارتش ایالات متحده را گذراند و پس از طی دوره خلبانی ترابری او-اچ-۵۸ و چندین دوره دیگر در پایگاه نیروی هوایی ماکسول آلاباما به دریافت مدرک خلبانی ارتش ایالات متحده نایل آمد؛ سپس به فرانسه رفت و در مدرسه نظامی سن-سیر تحصیل کرد. پس از آن به سوئیس رفت و مدیریت جنگ کوهستان را توسط افسران مدرسه نظامی سلطنتی سندهرست آموزش دید. او پس از مراجعت به ایران در اسفند ۱۳۵۰ به فرماندهی هواپیمایی نیروی زمینی گمارده شد و به آجودانی کل نیروی زمینی ارتش رسید. خسروداد در فروردین ۱۳۵۴ به درجه سرلشکری ارتقا یافت. خسروداد با گذشت زمان، در تیپ ۲۳ هوابرد نیروهای ویژه نیروی هوایی مستقر شد و با مشارکت مربیان آمریکایی و نیرو ویژه نوهد معروف به کلاه سبزهای ارتش را تأسیس کرد.
منوچهر خسروداد در ۲۹ آوریل ۱۹۷۵ (۹ اردیبهشت ۱۳۵۴) موفق شد در اهواز همراه با کلم ای بیلی خلبان آزمایش‌گر ارشد شرکت بل هلیکوپتر ۵ رکورد جدید پروازی را با اولین فروند از مدل تولیدی بل-۲۱۴ به ثبت برساند. هلیکوپتر آن‌ها که سه روز قبل به ایران تحویل داده شده بود، در ۱ دقیقه و ۵۸ ثانیه به ارتفاع ۳ هزار متری رسید، پس از ۵ دقیقه و ۱۳ ثانیه در ارتفاع ۶ هزار متر از سطح دریا قرار گرفت، در ۱۵ دقیقه و ۵ ثانیه از ۹ هزار متر عبور کرد، ۳۰ ثانیه در ارتفاع ۹۰۱۰ متری دوام آورد و بیشترین ارتفاعی که توانست لمس کند ۹۰۷۰ متر بود که ۵ رکورد جدید در کلاس بالگردهای متوسط محسوب می‌شد.
خسروداد پس از طی دوره‌های مختلف نظامی در هوانیروز به خدمت پرداخت و دومین فرمانده این تیپ پس از عباس قندهاری تا انقلاب ۱۳۵۷ بود. ژنرال خسروداد به همراه گردان هوایی چترباز به جنگ ظفار فرستاده شد. از وی به عنوان خلبان رکوردشکن نام برده می‌شد که توانسته بود اوج‌گیری توسط بالگرد را که رکوردش دست یک افسر آمریکایی به نام کلم بیلی بود بشکند. سرلشکر خسروداد دومین و آخرین فرماندهِ هوانیروز بود.

## تحصیلات و دوره‌های نظامی
- ۱۳۲۸ از دانشکده افسری با درجه ستوان دومی
- دوره ترابری او اچ ۵۸ و چندین دوره دیگر در پایگاه نیروی هوایی ماکسول آلاباما و دریافت مدرک خلبانی ارتش ایالات متحده آمریکا
- ۱۳۳۲ با درجه سروانی دوره آموزشگاه چتربازی
- تحصیل و آموزش در مدرسه نظامی سن-سیر
- دوره چتربازی و حمل و نقل هوایی در فرانسه
- دوره معلمی چتربازی پیاده‌نظام و مدرسه کماندویی در آمریکا
- فراگیری علوم و فنون جنگ هوایی در دانشگاه فنی جنگ انگلستان
- دوره پیاده‌نظام کوهستانی و جنگ‌های کوهستانی در سوئیس زیر نظر مدرسه نظامی سلطنتی سندهرست

## مدال‌ها

سرلشکر خسروداد در کنار محمدرضا شاه پهلوی

- نشان افتخار شیر و خورشید
- پاس درجه ۳ و ۱
- افتخار درجه ۳
- خدمت درجه ۳
- همایون درجه ۵
- لیاقت درجه ۳
- سیه درجه ۳
- سیه درجه ۲ و ۱

## مسئولیت‌ها

خسروداد و نادر جهانبانی

### نظامی
- ۱۳۳۹ - فرماندهی گردان چتربازان ارتش
- ریاست مهمات ارتش در سلطنت‌آباد
- ریاست ژاندارمری فارس و معاونت ژاندارمری ایران
- آذر ۱۳۴۸ - مؤسس و فرمانده نیروهای ویژه هوابرد (نوهد)
- اسفند ۱۳۴۹ - فرمانده تیپ ۵۵ هوابرد
- اردیبهشت ۱۳۵۰ - آجودانی کل نیروی زمینی ارتش
- اسفند ۱۳۵۰ - فرمانده هواپیمایی نیروی زمینی (هوانیروز)

### ورزش
وی رئیس فدراسیون سوارکاری و قهرمان پرش با اسب نیز بود و به ورزش اسکی هم علاقه زیادی داشت.

## روند دستگیری
وی از روز قبل از ۲۲ بهمن از یگان خود متواری شده بود. قره‌باغی در خاطرات خود می‌نویسد:
«در ۲۱ بهمن تصمیم گرفتم عده‌ای را در هلیکوپتر برای کمک به نیروهای مستقر در مسلسل‌سازی (میدان ژاله) بفرستم. سرتیپ اتابکی معاون هوانیروز گفت: معذرت می‌خواهم تیمسار وضع یگان هرج و مرج است، به هرکس دستور می‌دهم اطاعت نمی‌کند. سرلشکر خسروداد (فرمانده هوانیروز) را هم نتوانستم پیدا کنم. او در خانه دوستان خود اقامت داشت. بعد از جلسه معروف سران ارتش در روز ۲۲ بهمن و امضای اعلامیه بی‌طرفی ارتش به یگان خدمتی خود در باغ شاه مراجعه کرد اما در ساعات ۱۳ و ۱۴ بعدازظهر همان روز با حمله انقلابیون به دبیرستان نظام و پادگان باغ شاه با هلیکوپتر از محل خارج می‌شود چراکه با اعلام اعلامیه بی‌طرفی ارتش از رادیو وضعیت از کنترل خارج شده و فرماندهان با تمرد پرسنل خود مواجه شده بودند. خسروداد وقتی روز ۲۳ بهمن در روزنامه‌ها با خبر فرار خود به همراه هوشنگ دیده‌بان مواجه می‌شود مصمم می‌گردد که خود را معرفی نماید. به همین منظور با تماس با سرهنگ توکلی جانشین ستاد کل هماهنگ می‌کند که صبح روز بعد در ستاد حضور یافت. از طرفی دوستان و نزدیکان او اعتقاد به بی‌گناهی او داشتند و مشوق وی در امر معرفی و همکاری او با ارتش جدید بودند. ولیکن با حضور در دفتر تیمسار قره‌نی در ساعت نزدیک به یازده صبح توسط نیروهای انقلابی دستگیر و به ستاد انقلاب واقع در مدرسه رفاه انتقال می‌یابد.»

## برخوردها
منابع قدیمی و راویان زنده انقلاب اقداماتی علیه تظاهرکنندگان را عامل حکم اعدام وی می‌دانند. اما منبع قاطعی بر این حضور در ۱۷ شهریور وجود ندارد.

## بی‌طرفی ارتش
خسروداد از جمله ۲۷ نفر امرای ارتش بود که در روز ۲۲ بهمن جمع شده و اعلامیه بی‌طرفی ارتش را امضا کرد.
هفته‌نامه فرانسوی نوول اوبزرواتور نوشت: خسروداد به پادگان کرمان رفت و بعد توسط عباس قره‌باغی رئیس ستاد کل ارتش به جلسه شورای عالی نظامی دعوت شد و در این جلسه شرکت کرد و جزو افراد امضا کننده اعلامیه بی‌طرفی ارتش شد.

## اعدام

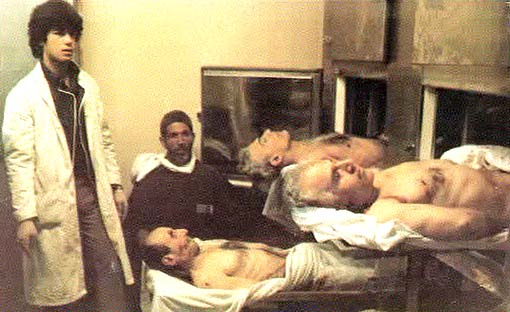
پایین: رضا ناجی بالا سمت چپ: منوچهر خسروداد بالا سمت راست: مهدی رحیمی

خسروداد دستگیر و در اختیار دادگاه انقلابی به ریاست صادق خلخالی قرار گرفت و سرانجام پس از محکومیت در دادگاه، مفسد فی الارض شناخته و به فرمان صادق خلخالی نیمه‌شب پنج شنبه ۲۶ بهمن ۱۳۵۷ ساعت ۲۳:۴۵ در کنار ارتشبد نعمت‌الله نصیری رئیس ساواک، سرلشکر رضا ناجی فرماندار نظامی اصفهان و سپهبد مهدی رحیمی فرماندار نظامی تهران (رئیس شهربانی سابق)، جزو اولین گروه افسران عالی‌رتبه ارتش شاهنشاهی ایران بودند که بر روی پشت بام مدرسه رفاه واقع در خیابان عین‌الدوله (ایران) در تهران تیرباران شدند. جسد وی در ۵ اسفند در گورستان بهشت زهرا تهران در قطعه ۸۲ ردیف ۲۹ شماره ۵۰ به خاک سپرده شد.
روزنامه اطلاعات در فوق‌العاده خود به تاریخ جمعه ۲۷ بهمن ۱۳۵۷ ماجرا را اینطور بازگو می‌کند: نیمه شب دیشب ۴ ژنرال عالیرتبه ارتش شاهنشاهی که در قتل و کشتار مردم ایران مشارکت مستقیم داشتند بر اساس حکم صادره دادگاه انقلابی تیرباران شدند.
در حالیکه یک ربع به ساعت ۲۴ مانده بود ارتشبد نعمت‌الله نصیری رئیس ساواک، سپهبد مهدی رحیمی فرماندار نظامی تهران و رئیس شهربانی سابق، سرلشکر رضا ناجی و سرلشکر خسروداد در دسته اول با چشم‌ها و دست‌های بسته روبروی جوخه آتش قرار گرفته و با گلوله‌های چهار جوان مسلح در کمیته امام به رگبار مسلسل بسته شدند. جلسه دادگاه از صبح دیروز در محل دبیرستان شماره ۲ علوی تشکیل شد و تا ساعت ۷ بعد از ظهر ادامه یافت. این دادگاه برای بررسی کارنامه ۲۶ تن از مقامات برجسته رژیم سابق که اکنون در زندان به‌سر می‌برند تشکیل شد. پس از پایان جلسه اعضای دادگاه به حضور خمینی رفتند و او حکم اعدام ۴ نفر از متهمین ردیف یکم را به حکم آیه «مفسدین فی الارض» تأیید کرد.
بلافاصله پس از اعدام، نفرات مستقر در اطراف کمیته انقلاب و خیابان‌های ایران و ژاله شروع به تیراندازی هوایی کردند و این روز را به عنوان روز «عدل الهی» جشن گرفتند. خبر اعدام این گروه به وسیله بلندگو به اطلاع ساکنان خیابان‌های اطراف کمیته انقلاب رسید.